# Sint-Dominicuskerk (Tiel)
De Dominicuskerk is een rooms-katholieke kerk in Tiel in de Nederlandse provincie Gelderland. De kerk ligt aan het St. Walburgkerkpad in het centrum van Tiel en is gebouwd in 1939-1940. De kerk staat op de locatie waar de voormalige kerk uit 1861, eveneens Sint-Dominicus genaamd, op 8 juli 1938 door brand werd verwoest.

## Geschiedenis
Op de plaats van de huidige kerk bevond zich tot 1860 een zogenaamde schuilkerk. Omdat sinds de hervorming in 1578 in Tiel de protestanten de overhand hadden, beleden de Katholieke inwoners hun geloof in van buitenaf niet als zodanig herkenbare kerkgebouwen. In de loop der jaren werden de onderlinge verhoudingen tussen verschillende geloofsstromingen toleranter. Mede hierdoor en door de krapte in de oude schuilkerk, werd er in 1860 een nieuwe kerk gebouwd. Vermoedelijk door onvoorzichtige schilders brak er gedurende de heilige mis van vrijdag 8 juli 1938 brand uit. Binnen enkele uren kon het gehele kerkgebouw als verloren worden beschouwd. In de periode 1939-1940 is de huidige Dominicuskerk gebouwd naar een ontwerp van J.J.M. van Halteren, een christocentrische kerk in traditionalistische stijl.

## Gebruik
De Dominicuskerk is tot het begin van de 21e eeuw als Dominicanerker de parochiekerk geweest van de St. Dominicusparochie. De laatste Dominicaanse pastoor was Pater B. Robben die in 2022 is overleden. Sinds het begin van de 21e eeuw is de Dominicusparochie opgegaan in de St. Suitbertusparochie die de West-Betuwe beslaat. Sinds 2023 is de Dominicuskerk daarvan het liturgisch centrum. 

## Renovatie 2010

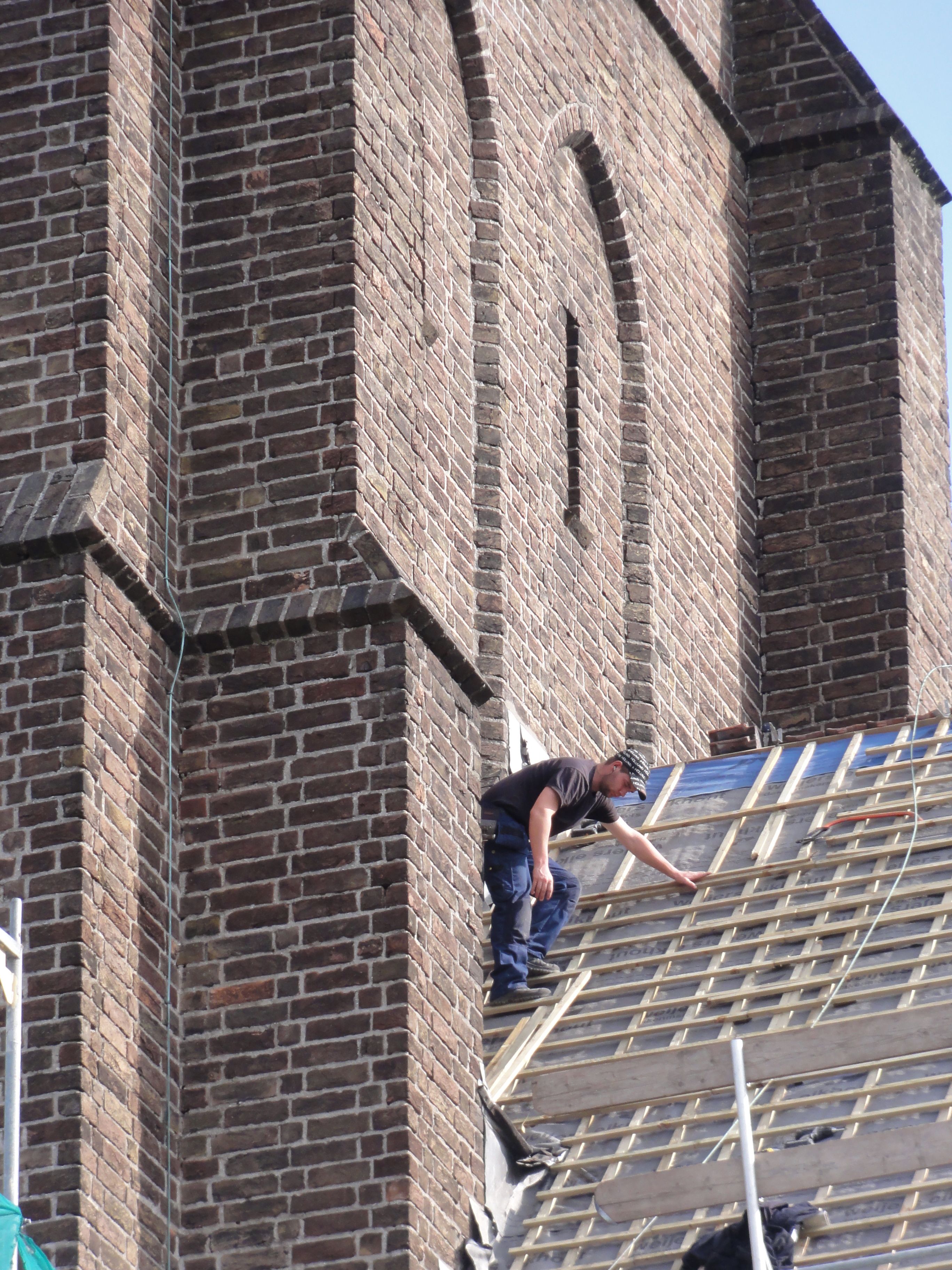

Omdat de laatste fase van de bouw in 1940, het eerste jaar van de Tweede Wereldoorlog in Nederland plaatsvond, werden er voor de bouw van het dak en de dakbedekking kwalitatief minder goede materialen gebruikt. In 1945 kwam Tiel voorafgaand aan de bevrijding onder zwaar vuur te liggen door beschietingen van de overzijde van de rivier de Waal. Hierbij werd de kerktoren zwaar beschadigd. Door gebrek aan goede bouwmaterialen tijdens het herstel van de toren, is de kwaliteit van de dakbedekking en afwatering altijd matig gebleven. In 2010 is een grootscheepse renovatie uitgevoerd waarbij het dak, de afwatering, scheuren in de gewelven en diverse houten onderdelen van de kerk zijn vervangen of hersteld. De renovatie is in december 2010 afgerond.

## Koren
De Dominicuskerk is de thuisbasis van een vijftal koren. Het oudste koor, Soli Deo Gloria, is opgericht op 30 april 1911.
- Soli Deo Gloria (Dames- en Herenkoor, 1911)
- Chantiel (Jongerenkoor, 1968[7])
- Het Walburgkoor (Rouw- en trouwkoor, 1981)
- Doreminicus (Kinderkoor)
- Mescalanza (Middenkoor, 2010)